# ادموند مارتینه
ادموند مارتینه (انگلیسی: Edmond Martène; ۲۲ دسامبر ۱۶۵۴ – ۲۰ ژوئن ۱۷۳۹) راهب، و تاریخ‌نگار اهل فرانسه بود که کتاب Thesaurus Novus Anecdotorum اثر اوست.

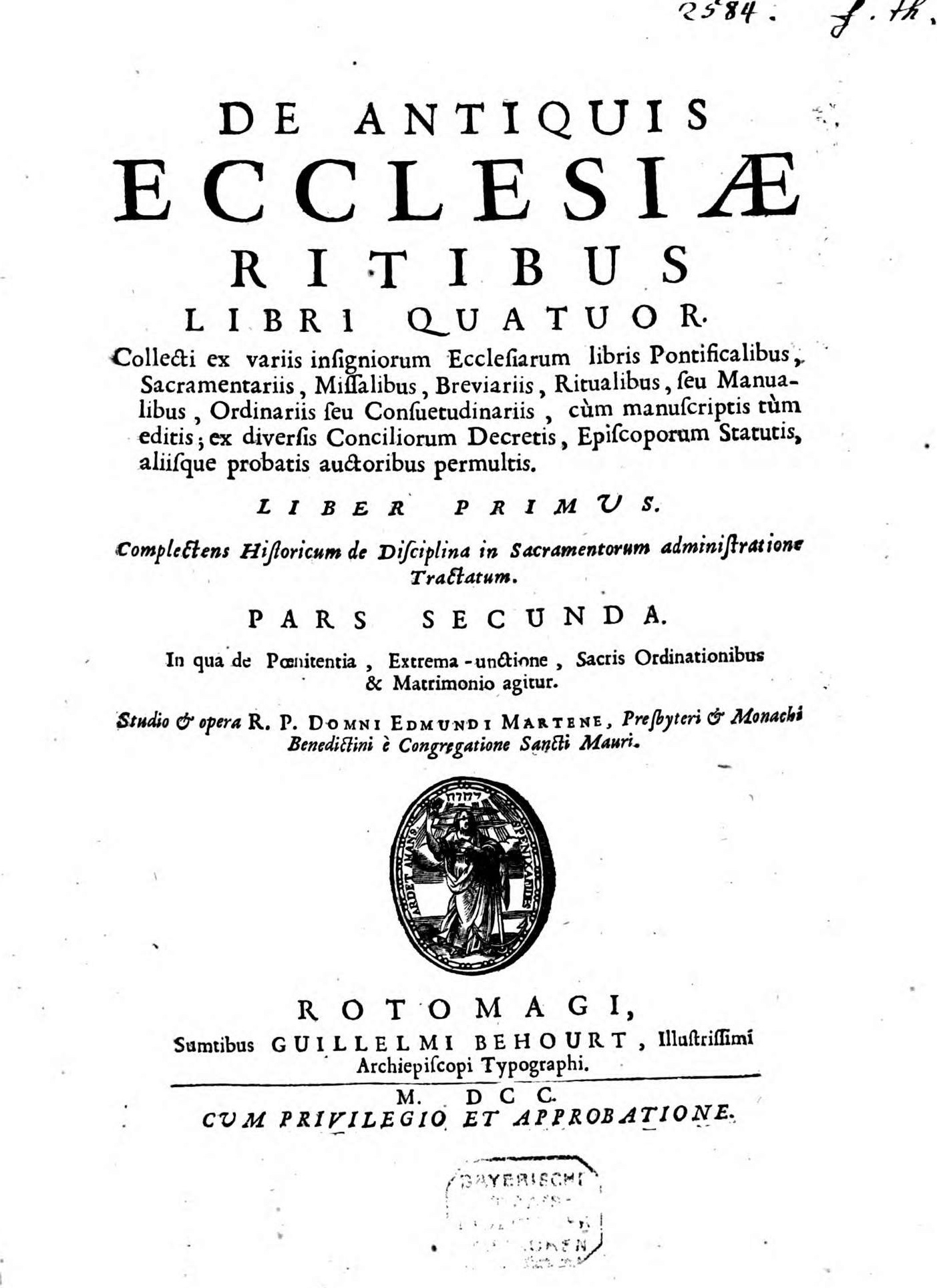
De antiquis ecclesiæ ritibus, 1700
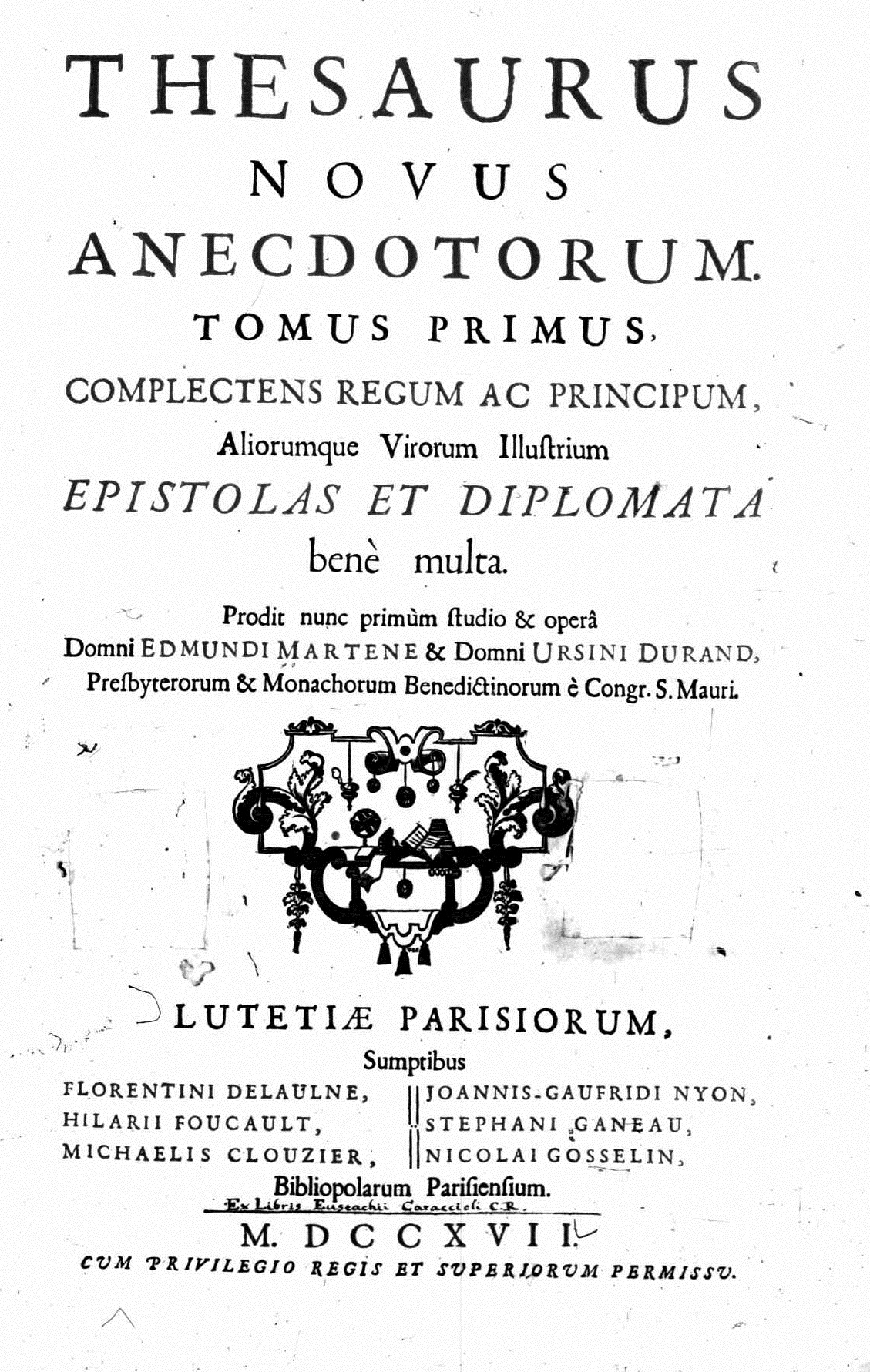
Thesaurus novus anecdotorum, 1717
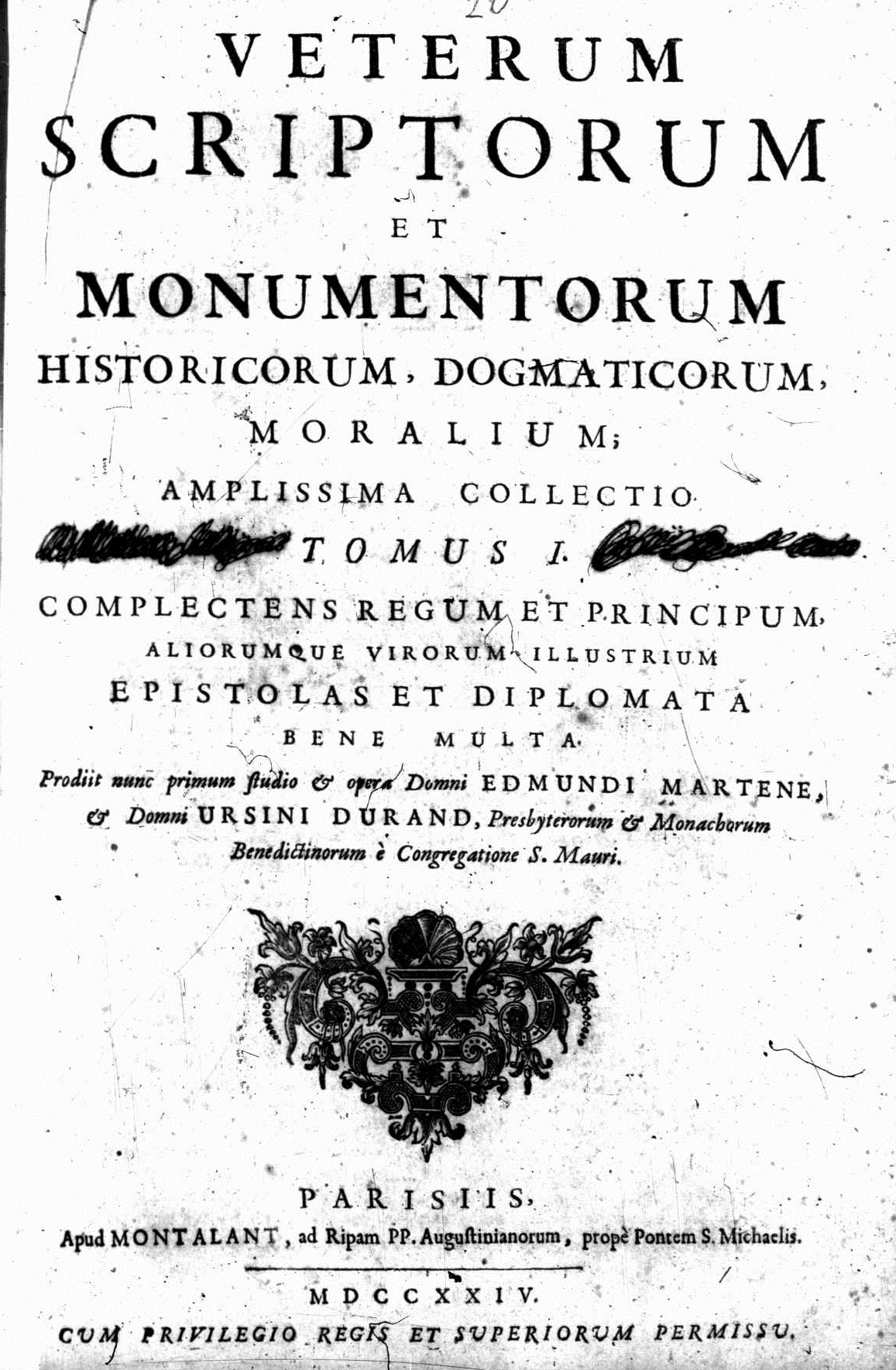
Veterum scriptorum et monumentorum historicorum, dogmaticorum, moralium amplissima collectio, 1724